# Departamentos in El Salvador
Die 14 Departamentos der Republik El Salvador stellen nach dem Gesamtstaat die zweite Ebene der Verwaltung dar. Die dritte Ebene der Verwaltung El Salvadors bilden die 262 Gemeinden des Landes. 

## Übersicht über die Departamentos von El Salvador

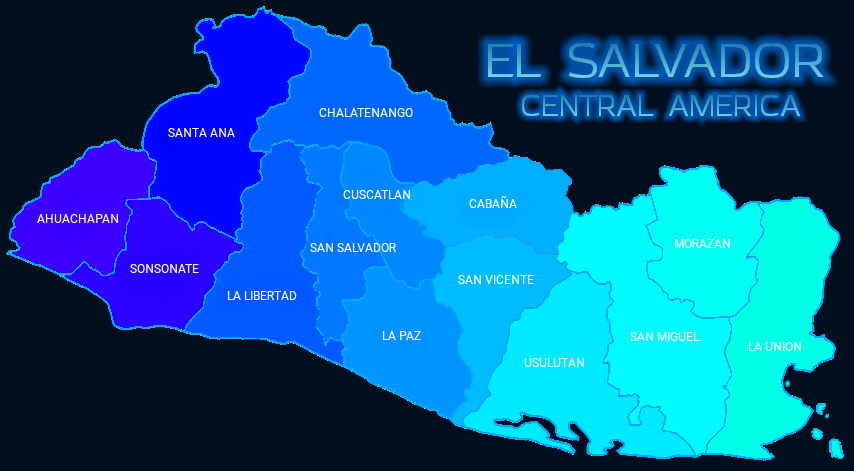
Departamentos in El Salvador

| Departamento | Bevölkerung | Fläche (km²) | Hauptstadt           |
| ------------ | ----------- | ------------ | -------------------- |
| Ahuachapán   | 0.319.503   | 1.239,60     | Ahuachapán           |
| Cabañas      | 0.149.326   | 1.103,51     | Sensuntepeque        |
| Chalatenango | 0.192.788   | 2.016,58     | Chalatenango         |
| Cuscatlán    | 0.231.480   | 0.756,19     | Cojutepeque          |
| La Libertad  | 0.660.652   | 1.652,88     | Santa Tecla          |
| La Paz       | 0.308.087   | 1.223,61     | Zacatecoluca         |
| La Unión     | 0.238.217   | 2.074,34     | La Unión             |
| Morazán      | 0.174.426   | 1.447,43     | San Francisco Gotera |
| San Miguel   | 0.434.003   | 2.077,10     | San Miguel           |
| San Salvador | 1.567.156   | 0.886,15     | San Salvador         |
| San Vicente  | 0.161.645   | 1.184,02     | San Vicente          |
| Santa Ana    | 0.523.655   | 2.023,17     | Santa Ana            |
| Sonsonate    | 0.438.960   | 1.225,77     | Sonsonate            |
| Usulután     | 0.344.235   | 2.130,44     | Usulután             |